# 越後守国儔
越後守国儔（えちごのかみくにとも）は、江戸時代の山城国の刀工。堀川国広一門の鍛冶で国広の甥ともいわれる。生国は日向国飫肥（おび）。
国広の門人となり、山城堀川に住む。国広門下でのちに大坂鍛冶の祖となった和泉守国貞、河内守国助の指導は国儔によるものといわれる。作風は板目が肌立った地鉄に地沸がつき、刃文は小沸出来ののたれや互の目乱れなどを焼く。